# Viselkedésvezérelt fejlesztés
A viselkedésvezérelt fejlesztés (behavior-driven development, BDD) egy agilis szoftverfejlesztési folyamat, amely ösztönzi az együttműködést a fejlesztők, a QA és a nem műszaki vagy üzleti résztvevők között egy szoftverkészítő projektben. Arra ösztönzi a csapatokat, hogy beszélgetéssel és konkrét példákkal hivatalossá tegyék az alkalmazás működésének közös megértését. A tesztvezérelt fejlesztésből (TDD) alakult ki. A viselkedésvezérelt fejlesztés ötvözi a TDD általános technikáit és elveit a tartományvezérelt tervezés és objektumorientált elemzés és tervezés ötleteivel, hogy a szoftverfejlesztő és -kezelő csapatok számára megosztott eszközöket és közös folyamatot biztosítson a szoftverfejlesztésben való együttműködéshez. 
Bár a BDD elsősorban egy ötlet arról, hogy hogyan kell kezelni a szoftverfejlesztésben mind az üzleti érdekeket, mind a műszaki betekintést, a gyakorlatban a BDD nem vállalja, hogy a speciális szoftvereszközök támogassák a fejlesztési folyamatot. Bár ezeket az eszközöket gyakran kifejezetten a BDD-projektekben való használatra fejlesztették ki, a tesztalapú fejlesztést támogató eszközök speciális formáinak tekinthetők. Az eszközök arra szolgálnak, hogy mindenütt hozzáautomatizálják az aktuális nyelvet, amely központi témája a BDD.
A BDD-t nagyrészt megkönnyíti egy egyszerű tartományspecifikus nyelv (DSL) használata természetes nyelvű konstrukciók (pl. angolszerű mondatok) használatával, amelyek kifejezhetik a viselkedést és a várt eredményeket. Tesztszkriptek már régóta népszerű alkalmazása DSLs különböző fokú kifinomultsága. A BDD tekinthető hatékony technikai gyakorlatnak, különösen, ha a "problématér" az üzleti probléma megoldására összetett.

## Előzmények
A viselkedésvezérelt fejlesztés a tesztalapú fejlesztés kiterjesztése: fejlesztés, amely egy egyszerű, tartományspecifikus parancsfájlnyelvet használ. Ezek a DSL-ek strukturált természetes nyelvi állításokat konvertálnak végrehajtható tesztekké. Az eredmény egy adott funkció elfogadási feltételeivel és a funkció érvényesítéséhez használt tesztekkel való szorosabb kapcsolat. Mint ilyen, ez általában egy természetes kiterjesztésű TDD-vizsgálat.
A BDD a következőkre összpontosít:
- Hol kezdjem a folyamatot
- Mit kell tesztelni, és mit nem tesztelni
- Mennyit kell tesztelni egy helyen
- Mit kell vizsgálni
- Hogyan értsük meg, miért nem sikerül egy teszt

Középpontjában áll, hogy egy egység tesztelésének és elfogadásának vizsgálatának elkerülése érdekében kérdések merülnek fel. A BDD például azt javasolja, hogy az egységtesztnevek egész mondatok legyenek, amelyek feltételes igével kezdődnek (például angolul kell írni), és az üzleti érték sorrendjében kell írni. Az elfogadási teszteket a felhasználói történet szabványos, agilis keretrendszerének használatával kell megírni: "[szerepként] [funkciót] szeretnék, hogy [előny] legyen". Az elfogadási kritériumokat forgatókönyvekben kell megírni, és osztályokként kell végrehajtani: Tekintettel [kezdeti kontextusra], amikor [esemény bekövetkezik], majd [bizonyos eredmények biztosítása].

Ettől a ponttól kezdve sokan fejlesztettek ki BDD-keretrendszereket az évek során, végül egy kommunikációs és együttműködési keretrendszerként alakítva ki a fejlesztők, a minőségbiztosítási rendszer és a nem műszaki vagy üzleti résztvevők számára egy szoftverprojektben. A 2009 novemberében Londonban az "Agile specifications, BDD and Testing eXchange" során Dan Northa következő leírást adta a BDD-ről:
A BDD egy második generációs, külső, pull-alapú, több érdekelt fél, többszintű, nagy automatizálású, agilis módszertan. Leírja a jól meghatározott kimenetekkel való interakciók ciklusát, ami a működő, tesztelt szoftverek szállítását eredményezi.
Egy interjú során Dan North a GOTO konferencián 2013-ban, Liz Keogh a következőt állította a BDD-ről:
Példákat használ, hogy átbeszéljék, hogyan viselkedik egy alkalmazás... És beszélgetünk ezekről a példákról.
Dan North létrehozott egy BDD keretrendszert, a JBehave-t, amit egy story-szintű BDD keretrendszer követett Ruby számára, RBehave néven, amelyet később integráltak az RSpec projektbe. Együtt dolgozott David Chelimskyvel, Aslak Hellesøyvel és másokkal az RSpec fejlesztésén, valamint a "The RSpec Book: Behaviour Driven Development with RSpec, Cucumber, and Friends" című könyv megírásában is. Az első történetalapú keret RSpec később helyébe Cucumber, elsősorban Aslak Hellesøy által fejlesztett. Capybara, amely része a Cucumber vizsgálati keret egy ilyen webalapú teszt automatizálási szoftver.

## A BDD alapelvei
A tesztvezérelt fejlesztés olyan szoftverfejlesztési módszertan, amely lényegében kimondja, hogy a szoftverfejlesztőnek minden egyes szoftveregység esetében:
- először határozza meg az egységteszteket
- csináljanak sikertelen teszteket
- ezután végrehajtja az egységteszteket;
- végül ellenőrizze, hogy az egységtesztek végrehajtása sikeressé teszi-e a teszteket.

Ez a meghatározás nem pontos, mert lehetőséget ad a magas szintű szoftverkövetelményekre, az alacsony szintű technikai részletekre, valamint további elemekre vonatkozó tesztek elvégzésére. Egy jó megközelítése a BDD-nek ezek után az, hogy a TDD olyan továbbfejlesztett változata, ami szigorúbb döntéseket hoz, mint maga a TDD.
A viselkedés vezérelt fejlesztés meghatározza, hogy a szoftver bármely egységének tesztjeit az egység kívánt viselkedése szerint kell meghatározni. Az agilis szoftverfejlesztésből a "kívánt viselkedés" ebben az esetben a vállalkozás által meghatározott követelményekből áll, azaz a kívánt viselkedésből, amely üzleti értéket képvisel bármilyen szervezet számára, amely az építés alatt álló szoftveregységet bízta meg. A BDD gyakorlatán belül ezt "külső tevékenységnek" nevezik.

### Viselkedési előírások
Ezt követően az alapvető választás, a második választás által a BDD-hez kapcsolódik, hogy a kívánt viselkedést meg kell határozni. Ezen a területen BDD úgy dönt, hogy egy félformális formátum viselkedési specifikáció, amely kölcsönzött felhasználói történet előírások területén objektumorientált elemzés és design. Ennek a formátumnak a forgatókönyve a Hoare-logika alkalmazásaként tekinthető, a helyzet domain nyelvét használó szoftveregységek viselkedési specifikációjára.
A BDD azt határozza meg, hogy az üzleti elemzőknek és fejlesztőknek együtt kell működniük ezen a területen, és meg kell határozniuk a felhasználói történetek viselkedését, amelyek mindegyike kifejezetten le van írva egy dedikált dokumentumba. Minden felhasználói történetnek valamilyen módon a következő struktúrát kell követnie:
Cím
Egy explicit cím.
Narratíva
Rövid bevezető rész a következő szerkezettel:
- As a (mint): az a személy vagy szerep, aki vagy amely a funkció előnyeit élvezheti;
- I want (azt akarom): a funkció;
- so that (úgy, hogy): a funkció előnye vagy értéke.

Elfogadási kritériumok
A narratíva minden egyes forgatókönyvének leírása a következő szerkezettel:
- Given - Adott: a forgatókönyv elején, egy vagy több záradékban szereplő kezdeti környezet;
- When - Mikor: a forgatókönyvet kiváltó esemény;
- Then - Ezután: a várt eredmény, egy vagy több záradékban.

A BDD-ben nincsenek hivatalos követelmények, hogy pontosan hogyan kell ezeket a felhasználói történeteket leírni, de ez nem jelenti azt, hogy minden esetben a BDD segítségével el lehet érni egy egyszerű, szabványosított formátumban leírt a felhasználói történetet, amely magában foglalja a fent felsorolt elemeket. Azonban 2007-ben Dan North egy olyan szöveges formátum sablonját javasolta, amely széles körben követi a különböző BDD-szoftvereszközöket. Egy nagyon rövid példa erre a formátumra így nézhet ki:
```
(Title) Cím: A visszaküldések és a cserék a készletbe kerülnek.

(As a) Üzlettulajdonosként
(I want) Cikkeket szeretnék visszaadni a készlethez, amikor visszaküldik.
(so that) Nyomon tudjam követni a leltárt.

1. forgatókönyv: A visszatérítésre visszaküldött cikkeket hozzá kell adni a készlethez.
(Given) Tekintettel arra, hogy egy ügyfél korábban vásárolt egy fekete pulóvert tőlem
(And) És van három fekete pulóverem a leltárban,
(When) Amikor visszaadják a fekete pulóvert visszatérítésre,
(Then) Akkor négy fekete pulcsit kéne leltárba raknom.

2. forgatókönyv: A kicserélt cikkeket vissza kell adni a készletbe.
(Given) Tekintettel arra, hogy egy ügyfél korábban vásárolt egy kék ruhát tőlem
(And) és van két kék ruha
(And) és három fekete ruhadarab a leltárban,
(When) amikor a kék ruhát fekete ruhadarabra cserélik,
(Then) akkor három kék ruhadarabot kellene leltárba raknom.
(And) és két fekete ruhadarab a leltárban.
```

A forgatókönyveket ideális esetben deklaratív módon fogalmazzák meg, nem pedig üzleti nyelven, hivatkozással a felhasználói felület azon elemeire, amelyeken keresztül a kölcsönhatások zajlanak. 
Ezt a formátumot a gherkin nyelvnek nevezik, amelynek szintaxisa hasonló a fenti példához. A kifejezés Cucumber, JBehave, Lettuce nevéhez köthető és Behat szoftvereszközöknek nevezik. 

### Specifikáció mint a mindenütt jelenlévő nyelv
Viselkedésvezérelt fejlesztés kölcsönzi a koncepció a mindenütt jelenlévő nyelv, domain alapú design. A mindenütt jelenlévő nyelv egy (félig)formális nyelv, amelyet a szoftverfejlesztő csapat minden tagja megoszt – szoftverfejlesztők és nem műszaki személyzet egyaránt. A szóban forgó nyelvet a csapat minden tagja használja és fejleszti, mint a szóban forgó szoftver domainjének megvitatására. Ily módon a BDD a szoftverprojekt különböző szerepei közötti kommunikáció eszköze lesz. 
A szoftverfejlesztés gyakori kockázata a fejlesztők és az üzleti érdekelt felek közötti kommunikációs bontás. A BDD a kívánt viselkedés specifikációját használja a projekt csapattagjai számára mindenütt jelenlévő nyelvként. Ez az oka annak, hogy a BDD ragaszkodik a félhivatalos nyelv viselkedési specifikációjához: néhány formalitás követelmény, hogy a mindenütt ugyanazt a nyelvet használják. Ezen túlmenően, miután egy ilyen mindenütt jelenlévő nyelv létrehoz egy domain modell előírást, amellyel a specifikációkat lehet indokolni hivatalosan. Ez a modell képezi a rendelkezésre álló különböző BDD-támogató szoftvereszközök alapját is.
A fenti példa létrehoz egy felhasználói történetet egy fejlesztés alatt lévő szoftverrendszerhez. Ez a felhasználói történet azonosítja az érdekelt feleket, az üzleti hatást és az üzleti értéket. A forgatókönyv ismerteti az előfeltétel, a kiváltó és várható eredményt. E részek mindegyikét pontosan azonosítja a nyelv formálisabb része (például a Given kifejezés kulcsszónak tekinthető), és ezért valamilyen módon feldolgozható egy olyan eszköz, amely megérti a mindenütt jelenlévő nyelv formális részeit.
A legtöbb BDD-alkalmazás szövegalapú DSL-eket és specifikációs megközelítéseket használ. Az integrációs forgatókönyvek grafikus modellezése azonban a gyakorlatban is sikeresen alkalmazva lett, például tesztelési célokra. 

## Speciális eszköztámogatás
Hasonlóan a tesztalapú tervezési gyakorlathoz, a viselkedésalapú fejlesztés is speciális támogatási eszközök használatát feltételezi a projektben. Annyi, hogy ha BDD van, az sok tekintetben, egy konkrétabb változata a TDD-nek, de több igényt támaszt a fejlesztő, mint az alapvető TDD.

### Eszközgyártási alapelvek
Elvileg a BDD egy támogatási eszköz, egy tesztelési keretrendszere a szoftvernek, ugyanúgy, mint az eszközök, amelyek támogatják a TDD-t. Azonban, ahol a TDD-eszközök általában meglehetősen szabad formátumúak, amit megengedett a vizsgálatok meghatározása, a BDD eszközök kapcsolódnak a mindenütt jelenlévő nyelvhez.
Mint már említettük, a mindenütt jelenlévő nyelv lehetővé teszi lehetővé az üzleti elemzők számára, hogy olyan módon írják le a viselkedési követelményeket, amelyet a fejlesztők is megértenek. A BDD támogatási eszköz elve, hogy ugyanezeket a követelményeket tartalmazó dokumentumokat tesztgyűjteményként közvetlenül végrehajthatóvá tegye. Ha ez nem érhető el a műszaki eszközhöz kapcsolódó okok miatt, amelyek lehetővé teszik a specifikációk végrehajtását, akkor vagy a viselkedési követelmények írási stílusát kell módosítani, vagy az eszközt kell megváltoztatni. A viselkedési követelmények pontos megvalósítása eszközönként változó, de az agilis gyakorlat a következő általános folyamattal állt elő:
- Az eszközelem beolvas egy specifikációs dokumentumot.
- Az eszközkezelés közvetlenül érti a mindenütt jelenlévő nyelv teljesen formális részeit (például a fenti példában megadott kulcsszót). Ennek alapján az eszköz minden forgatókönyvet értelmes záradékokra bont.
- A forgatókönyv minden egyes záradéka valamilyen paraméterré alakul át a felhasználói történet teszteléséhez. Ez a rész a szoftverfejlesztők projektspecifikus munkáját igényli.
- A keretrendszer ezután végrehajtja a tesztet az egyes forgatókönyvekhez, az adott forgatókönyv paramétereivel.

Dan North számos olyan keretrendszert fejlesztett ki, amelyek támogatják a BDD-t (beleértve a JBehave-t és az RBehave-t), amelyek működése a felhasználói történetek rögzítéséhez javasolt sablonon alapul. Ezek az eszközök szöveges leírást használnak a használati esetekhez, és számos más eszköz (például a CBehave) követte a példájukat. Azonban ez a formátum nem szükséges, és így vannak más eszközök, amelyek más formátumokat is használnak. Például a Fitnesse (amely a döntési táblázatok köré épül) szintén a BDD bevezetésére szolgál. 

### Eszközök példái
Számos különböző példa van a BDD-szoftvereszközök használatara: a projektek, különböző platformok és programozási nyelvek.
Talán a legismertebb a JBehave, amelyet Dan North, Elizabeth Keogh és még sokan mások fejlesztettek ki. A következő példa a projektből származik:
Fontolja meg a Game of Life végrehajtását. Előfordulhat, hogy egy tartományszakértő (vagy üzleti elemző) meg szeretné adni, hogy mi történjen, ha valaki a játékrács kezdő konfigurációját állítja be. Ehhez érdemes példát mutatnia a sejteket váltó személy által tett számos lépésre. Átugorva a narratív részt, ezt úgy teheti meg, hogy a következő forgatókönyvet írja be egy egyszerű szöveges dokumentumba (amely a JBehave által értelmezett bemeneti dokumentum típusa):
```
Given
 a 5 by 5 game

When
 I toggle the cell at (3, 2)

Then
 the grid should look like
.....
.....
.....
..X..
.....

When
 I toggle the cell at (3, 1)

Then
 the grid should look like
.....
.....
.....
..X..
..X..

When
 I toggle the cell at (3, 2)

Then
 the grid should look like
.....
.....
.....
.....
..X..
```

A félkövér nyomtatás nem része a bemenetnek; itt található annak bemutatása, hogy mely szavakat ismerik el hivatalos nyelvként. JBehave felismeri a megadott kifejezéseket (előfeltételként, amely meghatározza a forgatókönyv kezdetét), When (eseményindítóként) és Then (utófeltételként, amelyet az eseményindítót követő művelet eredményeként kell ellenőrizni). Ennek alapján a JBehave képes elolvasni a forgatókönyvet tartalmazó szövegfájlt, és záradékokba (beállítási záradékba, majd három eseményindítóba, ellenőrizhető feltételekkel) elemezni. A JBehave ezután átveszi ezeket a záradékokat, és továbbítja azokat olyan kódba, amely képes tesztet indítani, reagálni az eseményindítókra és ellenőrizni az eredményt. Ezt a kódot a fejlesztőknek kell megírni. (A JBehave Java-t használ). Ebben az esetben a kód a következőképpen nézhet ki:
```
private
 
Game
 
game
;

private
 
StringRenderer
 
renderer
;

@Given
(
"a $width by $height game"
)

public
 
void
 
theGameIsRunning
(
int
 
width
,
 
int
 
height
)
 
{

    
game
 
=
 
new
 
Game
(
width
,
 
height
);

    
renderer
 
=
 
new
 
StringRenderer
();

    
game
.
setObserver
(
renderer
);

}

    

@When
(
"I toggle the cell at ($column, $row)"
)

public
 
void
 
iToggleTheCellAt
(
int
 
column
,
 
int
 
row
)
 
{

    
game
.
toggleCellAt
(
column
,
 
row
);

}

@Then
(
"the grid should look like $grid"
)

public
 
void
 
theGridShouldLookLike
(
String
 
grid
)
 
{

    
assertThat
(
renderer
.
asString
(),
 
equalTo
(
grid
));

}

```

A kód egy módszerrel rendelkezik a forgatókönyv minden típusú záradékához. JBehave azonosítja, hogy melyik módszer az, amely záradék használata révén azonosítja a jegyzeteket, és hívja meg az egyes módszereket sorrendben, miközben a forgatókönyvet futtatja. A forgatókönyv minden egyes záradékában szereplő szövegnek meg kell egyeznie az adott záradék kódjában megadott sablonszöveggel (például egy adott forgatókönyvben várhatóan az "X by Y játék" űrlap záradéka követi). A JBehave támogatja a záradékok sablonokkal való egyeztetését, és beépített támogatást nyújt a sablonokból való kitárolási kifejezések kiválasztásához és a tesztkódban lévő metódusok paraméterként való átadásához. A tesztkód minden egyes záradéktípushoz biztosít implementációt egy olyan forgatókönyvben, amely kölcsönhatásba lép a tesztelt kóddal, és a forgatókönyv alapján végez tesztet. Ebben az esetben:
- The theGameIsRunning method reacts to a Given clause by setting up the initial game grid.
- The iToggleTheCellAt method reacts to a When clause by firing off the toggle event described in the clause.
- The theGridShouldLookLike method reacts to a Then clause by comparing the state of the game grid to the expected state from the scenario.

Ennek a kódnak az elsődleges funkciója, hogy hidat kell építenie egy szövegfájl és a tesztelt kód között. Vegye figyelembe, hogy a tesztkód hozzáfér a tesztelt kódhoz (ebben az esetben egy példány), és nagyon egyszerű jellegű. A tesztkódnak egyszerűnek kell lennie, különben a fejlesztőnek teszteket kell írnia a tesztjeihez.
Végül a tesztek futtatásához a JBehave-nek szüksége van néhány vízvezeték-kódra, amely azonosítja azokat a szövegfájlokat, amelyek forgatókönyveket tartalmaznak, és amelyek függőségeket (például a sorozatpéldányait) bejuttatják a tesztkódba. Ez a vízvezeték-szerelési kód itt nem látható, mivel ez a JBehave műszaki követelménye, és nem kapcsolódik közvetlenül a BDD-stílusú tesztelés elvéhez.

## Történet kontra specifikáció
A viselkedés-vezérelt fejlesztés külön alkategóriáját olyan eszközök alkotják, amelyek a specifikációkat a felhasználói történetek helyett, beviteli nyelvként használják. Egy példa erre a stílus az RSpec eszköz, amelyet eredetileg Dan North fejlesztett ki. A specifikációs eszközök nem a felhasználói szövegegységeket használják beviteli formátumként a teszt forgatókönyvekhez, hanem inkább funkcionális specifikációkat használnak a tesztelt egységekhez. Ezek a specifikációk gyakran technikai jellegűek, mint a felhasználói történetek, és általában kevésbé kényelmesek az üzleti személyzettel való kommunikációhoz, mint a felhasználói történetek. Egy ilyen specifikáció például így nézhet ki:
```
Specification:
 Stack

When
 a new stack is created

Then
 it is empty

When
 an element is added to the stack

Then
 that element is at the top of the stack

When
 a stack has N elements 

And
 element E is on top of the stack

Then
 a pop operation returns E

And
 the new size of the stack is N-1
```

Egy ilyen specifikáció pontosan meghatározhatja a tesztelt összetevő viselkedését, de kevésbé jelentőségteljes az üzleti felhasználók számára. Ennek eredményeképpen a specifikáción alapuló tesztelés a BDD gyakorlatban a történetalapú tesztelés kiegészítéseként látható, és alacsonyabb szinten működik. A specifikációs tesztelést gyakran a szabad formátumú egységtesztelés helyettesítésének tekintik. 
Specifikáció vizsgálati eszközök, mint a RSpec és JDave némileg eltérnek a  JBehave-től. Ezeket alternatíváknak tekintik. Egy rspec-teszt például a következőképpen nézhet ki:
```
describe
 
Hash
 
do

  
let
(
:hash
)
 
{
 
Hash
[
:hello
,
 
'world'
]
 
}

  
it
 
{
 
expect
(
Hash
.
new
)
.
to
 
eq
({})
 
}

  
it
 
"hashes the correct information in a key"
 
do

    
expect
(
hash
[
:hello
]
)
.
to
 
eq
(
'world'
)

  
end

  
it
 
'includes key'
 
do

    
hash
.
keys
.
include?
(
:hello
)
.
should
 
be
 
true

  
end

end

```

Ez a példa a végrehajtható kódba ágyazott olvasható nyelvű specifikációt mutatja be. Ebben az esetben az eszköz választása az, hogy a specifikáció nyelvét formalizálja a tesztkód nyelvére, a nevű és a módon elnevezett módszerek hozzáadásával. Szintén ott van a specifikáció előfeltétele – a szakasz meghatározza azokat az előfeltételeket, amelyeken a specifikáció alapul. 
A vizsgálat eredménye a következő lesz:
```
 Hash
   should eq {}
   includes key
   hashes the correct information in a key
```

## The Three Amigos
A The Three Amigos, más néven a "Specifikáció Workshop", egy találkozó, ahol a termék tulajdonosai tárgyalják a követelmény specifikációt a különböző érdekelt felek, mint a QA és a fejlesztő csapat között. A vita fő célja a beszélgetés kiváltása és a hiányzó specifikációk azonosítása. A vita is ad egy lehetőséget a QA, a fejlesztőcsapat és a termék tulajdonos között, hogy egymás szemszögéből is gazdagítani tudják a követelményt, és meggyőződjenek arról, hogy a megfelelő termék készül el.
A The Three Amigos:
- Üzleti - Az üzleti felhasználó szerepe, hogy csak a problémát határozza meg (és ne merészkedjen semmilyen megoldásra)
- Fejlesztés - A fejlesztők feladata megoldani az adott problémát
- Tesztelés - A tesztelők szerepe a megoldás megkérdőjelezése, a "Mi lenne, ha" forgatókönyveken keresztül való különböző lehetőségek felvetése és a megoldás pontosabbá tételének elősegítése a probléma megoldásához.